# Hospital Modern (Alcanar)
L'Hospital Modern és un edifici del municipi d'Alcanar inclòs a l'Inventari del Patrimoni Arquitectònic de Catalunya.

## Descripció
L'edifici té planta rectangular i un petit pati interior. Té tres façanes: la principal, que dona al carrer Càlig, núm. 30 i les laterals que s'encaren respectivament als carrers de Sant Josep i de Méndez Núñes.
L'aparença exterior és molt austera: té una planta baixa i un pis, separats exteriorment per una motllura sobre la qual hi ha un sòcol que fa de base del pis superior.
A la planta baixa hi ha, una porta per façana -dues al carrer Sant Josep- amb llindar, brancals i llinda de carreus de pedra, i finestres distribuïdes regularment.
Al primer pis finestres rectangulars en sentit vertical i remarcades amb motllures, com les inferiors. A la part superior hi ha un ràfec amb forma de cornisa clàssica dentada. El mur està emblanquinat excepte als emmarcaments de les portes i la base de les dues cantonades, que són de pedra.

## Història
Se sap que al segle xvi, a Alcanar hi havia un hospital, l'administració del qual anava a càrrec del rector i dels jurats del lloc; el 1625, el cardenal Spínola ordenà la construcció d'un de nou per la ineficàcia de l'anterior. Els jurats del poble van donar un pati, ja amb parets però les obres però no s'acabaven, i el 1631, el Bisbe Antolínez de Burgos va donar un termini de sis mesos perquè finalitzessin.
El 1718 s'autoritzà la venda de l'hospital i la construcció d'un altre, que perdurà fins a finals del segle xix. Aquest també va ser administrat pel municipi. Finalment s'enderrocà per eixamplar el Camí Nou, després del Pla de Sant Roc.
El 1757 se sap que hi torna a haver-hi un hospital però que se'n fa un centre nou. El Bisbe Pedro Cortés García manà reparar aquest el 1783 i el 1817 ja s'han acabat les reformes, que han estat a càrrec d'una junta de sis persones escollides l'any anterior. Només calia moblar-lo amb tot el que fos necessari per allotjar pobres i malalts.
Per testament de Mn. Josep Ulldemolins, la seva neboda, Francesca Gil, va fer construir un hospital nou el 1898 i el va cedir a la vila. Fou administrat pel patronat del rector, malgrat les pretensions de l'Ajuntament.
L'hospital actual es bastí el 1898 i a la clàusula de donació s'especifica que s'havia de construir a l'extrem del carrer Càlig.
Després d'hospital es va transformar, el 1926, en el Convent -amb col·legi- de les Germanes de Nostra Senyora de la Consolació. Més endavant va ser el Col·legi "Santíssima Verge del Remei" de les Germanes de la Doctrina Cristiana durant uns 15 o 20 anys, i va caure en desús quan aquestes en van marxar. Al primer pis hi havia una capella dedicada a la Verge del Remei.
De l'any 1980 ençà, s'ha habilitat com a Centre Municipal de Formació Professional.